# Gregory Carl Johnson
Gregory Carl Johnson født 30. juli 1954) er en NASA-astronaut hans første rummission var rumfærge-missionen STS-125, hvor han deltog som pilot. 